# Анна Датская (курфюрстина Саксонии)
А́нна Да́тская (дат. Anna af Danmark, нем. Anna von Dänemark; 22 / 25 ноября 1532, Хадерслев, Королевство Дания — 1 октября 1585, Дрезден, Курфюршество Саксония) — принцесса из дома Ольденбургов; дочь Кристиана III, короля Дании и Норвегии. В замужестве — курфюрстина Саксонии (1553—1585), супруга курфюрста Августа I и мать курфюрста Кристиана I.
Первая женщина-фармацевт в Германии. Способствовала развитию текстильного производства и сельского хозяйства в Саксонии. Придерживалась ортодоксального лютеранства и оказывала влияние на религиозную политику мужа, итогом которой стало изгнание из Саксонии последователей криптокальвинизма.

## Семья и ранние годы
Родилась в Хадерслеве 22 или 25 октября 1532 года. Она была первым ребёнком и старшей дочерью в семье датского, шведского и норвежского короля Кристиана III и Доротеи Саксен-Лауэнбургской, принцессы из дома Асканиев. По отцовской линии приходилась внучкой датскому и норвежскому королю из Ольденбургского дома Фредерику I и Анне Бранденбургской, принцессе из дома Гогенцоллернов. По материнской линии была внучкой саксен-лауэнбургского герцога Магнуса I и Екатерины Брауншвейг-Вольфенбюттельской, принцессы из дома Вельфов.
Анну Датскую воспитывала мать, от которой она научилась ведению хозяйства, рукоделию, выращиванию лекарственных трав и производству лечебных средств. Принцесса не получила систематического образования. Она не владела латынью и не говорила на иностранных языках, но хорошо разбиралась в музыке и танцах. Родители Анны исповедовали лютеранство. Сама она также была последовательницей этой конфессии. Её религиозное просвещение было доверено Тилеману ван Хуссену, магистру богословия в Копенгагенском университете, впоследствии избранному епископом Шлезвига.

## Брак и потомство

Портрет Августа и Анны кисти неизвестного. Национальный музей Швеции, экспонируется в замке Грипсхольм

11 марта 1548 года в Коллинге состоялась помолвка Анны Датской и саксонского герцога Августа (31 июля 1526 — 11 февраля 1586), младшего брата и вероятного наследника саксонского курфюрста Морица. Через этот династический союз датский король надеялся укрепить отношения с правителями германских государств, а саксонский курфюрст улучшить отношения с лютеранскими общинами в империи. Церемония бракосочетания состоялась 7 октября 1548 года в Торгау, куда невеста прибыла в сопровождении матери и младших брата и сестры. Свадебные торжества сопровождали придворные балы, театральные представления и турниры. В браке у Анны с Августом родились пятнадцать детей, из которых одиннадцать умерли в младенческом возрасте:
- Иоганн Генрих (2 мая 1550 — 12 ноября 1550);
- Элеонора (11 октября 1551 — 24 апреля 1553);
- Елизавета (18 октября 1552 — 2 апреля 1590), в Гейдельберге 4 июня 1570 года сочеталась браком с Иоганном Казимиром (ум. 16 января 1592), пфальцграфом Зиммерна[нем.];
- Александр[нем.] (21 февраля 1554 — 8 октября 1565), курпринц Саксонии, постулированный администратор[нем.] Мерзебурга с 1561 года и Наумбурга с 1564 года, умер в отроческом возрасте;
- Магнус (24 сентября 1555 — 6 ноября 1558);
- Иоахим (3 мая 1557 — 21 ноября 1557);
- Гектор (7 октября 1558 — 4 апреля 1560);
- Кристиан (29 октября 1560 — 25 сентября 1591), курпринц Саксонии, с 1586 по 1591 год курфюрст Саксонии под именем Кристиана I, в Дрездене 25 апреля 1582 года сочетался браком с Софией Бранденбургской (6 июня 1568 — 7 декабря 1622), дочерью Иоганна Георга Экономного, курфюрста Бранденбурга;
- Мария  (8 марта 1562 — 6 января 1556);
- Доротея (4 октября 1563 — 13 февраля 1587), в Вольфенбюттеле 26 сентября 1585 сочеталась браком с Генрихом Юлием (15 октября 1564 — 20/30 июля 1613), герцогом Бранушвейг-Люнебурга в Вольфенбюттеле и князем Каленберга с 1589 года;
- Амалия (28 января 1565 — 2/3 июля 1565);
- Анна (16 ноября 1567 — 27 января 1613), в Дрездене 16 января 1586 года сочеталась браком с Иоганном Казимиром (12 июня 1564 — 16 июля 1633), герцогом Саксен-Кобурга, супруги развелись 12 декабря 1593 года;
- Август (23 октября 1569 — 12 февраля 1570);
- Адольф (8 июля 1571 — 12 марта 1572);
- Фридрих (18 июня 1575 — 24 января 1577).

Первая резиденция Анны и Августа находилась в Вайсенфельсе. В 1553 году, когда Август стал курфюрстом Саксонии, они переехали в Дрезден. Супруги часто посещали свои замки в Торгау и Штольпене, к которым позднее добавились охотничий замок в Августусбурге и замок Аннабург; последний был назван в честь курфюрстины. К мужу Анна Датская обращалась только со словами «господин», а в письмах называла его «наш добрый любимый сердцем владетель и супруг» и «наш дорогой господин». Их отношения держались на взаимном доверии; вся переписка курфюрстины, в том числе с матерью, с её согласия, могла перлюстрироваться курфюрстом. Она была личным врачом и советником мужа, с которым согласовывала все свои действия. Сопровождала его в частых поездках и даже на охоту.
Анна Датская была любящей и заботливой матерью. Когда по совету врачей, пришедших к заключению, что в преждевременной смерти многих детей курфюрстины виноват климат Саксонии, ей пришлось расстаться с годовалым принцем Кристианом и отправить его к бабушке в Данию, она тяжело переживала разлуку с сыном. Анна внимательно следила за физическим здоровьем и духовным развитием всех своих детей. Большое внимание уделяла их религиозному просвещению. Она обучала детей церковному пению, молитве и чтению Библии.

## Курфюрстина

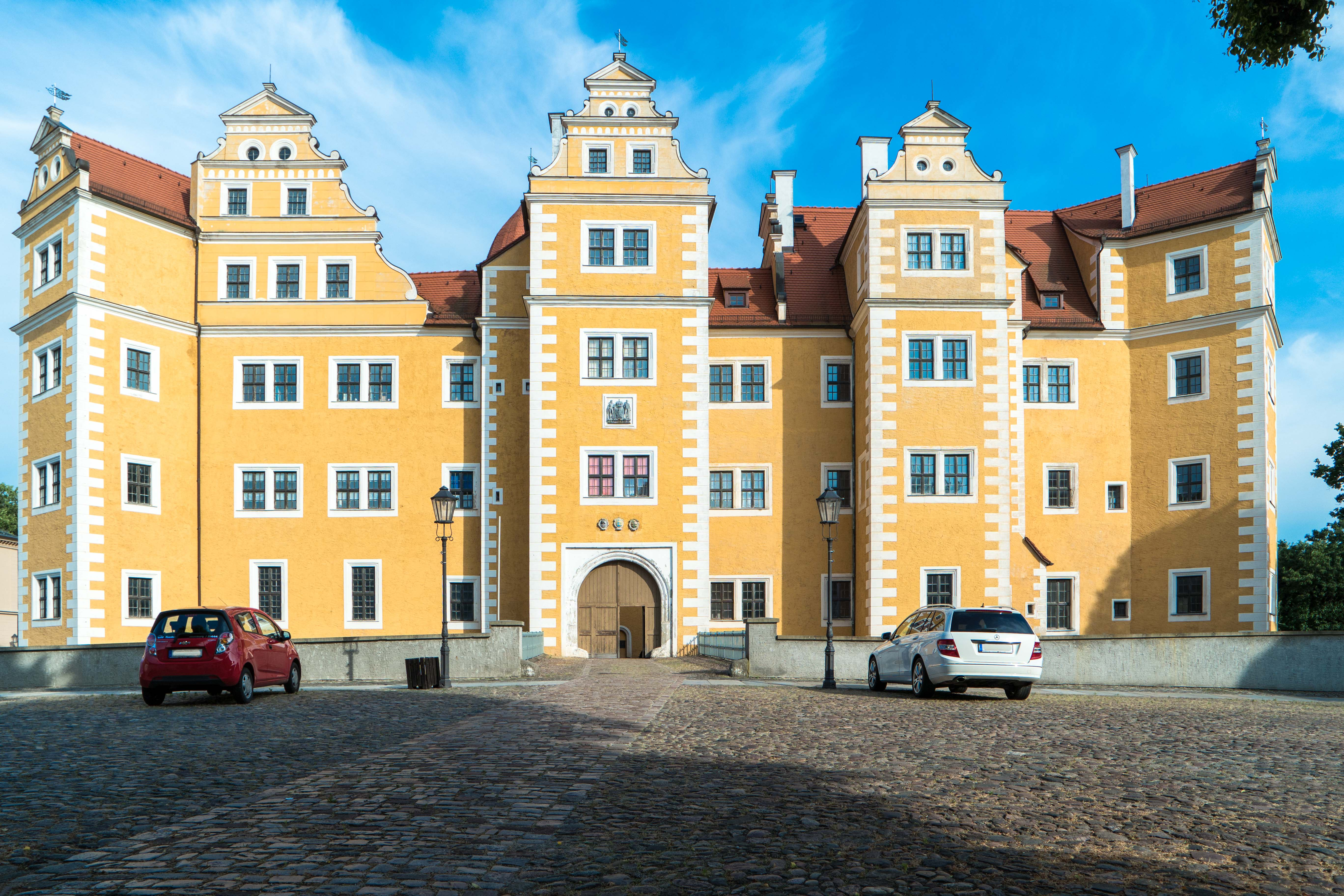
Замок Аннабург — резиденция курфюрстины Анны

Переехав в Саксонию, Анна не утратила связи с Данией. Длительное время при дворе в Дрездене находились два брата курфюрстины — Магнус, ставший единственным королём Ливонии и Фредерик, будущий король Дании под именем Фредерика II. Сама Анна, вместе с мужем, часто бывала у себя на родине. Во время Семилетней войны курфюрст Саксонии предоставил большие займы королю Дании.
Анна была ярой сторонницей ортодоксального лютеранства. Участвовала в теологических спорах гнесиолютеран. Поощряла издание книг на духовные темы. Влияние, которое она оказывала на супруга в вопросах религии, негативно воспринималось частью придворных. В 1574 году, не без участия жены, Август принял ортодоксальное лютеранство и изгнал из своих владений криптокальвинистов. Анна настоятельно советовала старшей дочери в отношениях с мужем быть твёрдой в вопросах религии, так как последняя была замужем за кальвинистом. В итоге возмущённый зять запретил жене переписываться с матерью; однако та продолжила переписку тайно. В начале 1580-х годов курфюрстина оказывала поддержку протестантам в Мюнхене и Граце. Основала в Дрездене кирху Святой Анны.
Анна поддерживала многочисленные контакты с представителями владетельных домов, вела обширную переписку. Письма курфюрстина писала сама или диктовала их придворным писцам. От её переписки сохранились восемьдесят девять томов; из них шестьдесят семь томов с полученными и двадцать два тома с отправленными письмами. Представляя интересы супруга, она выступала посредницей в контактах с дворами союзных государств. Умело пользовалась связями при имперском дворе. В 1560-х годах, вместе с матерью, предложила посредничество конфликтовавшим между собой Дании и Швеции. Анна была инициатором многочисленных матримониальных проектов.

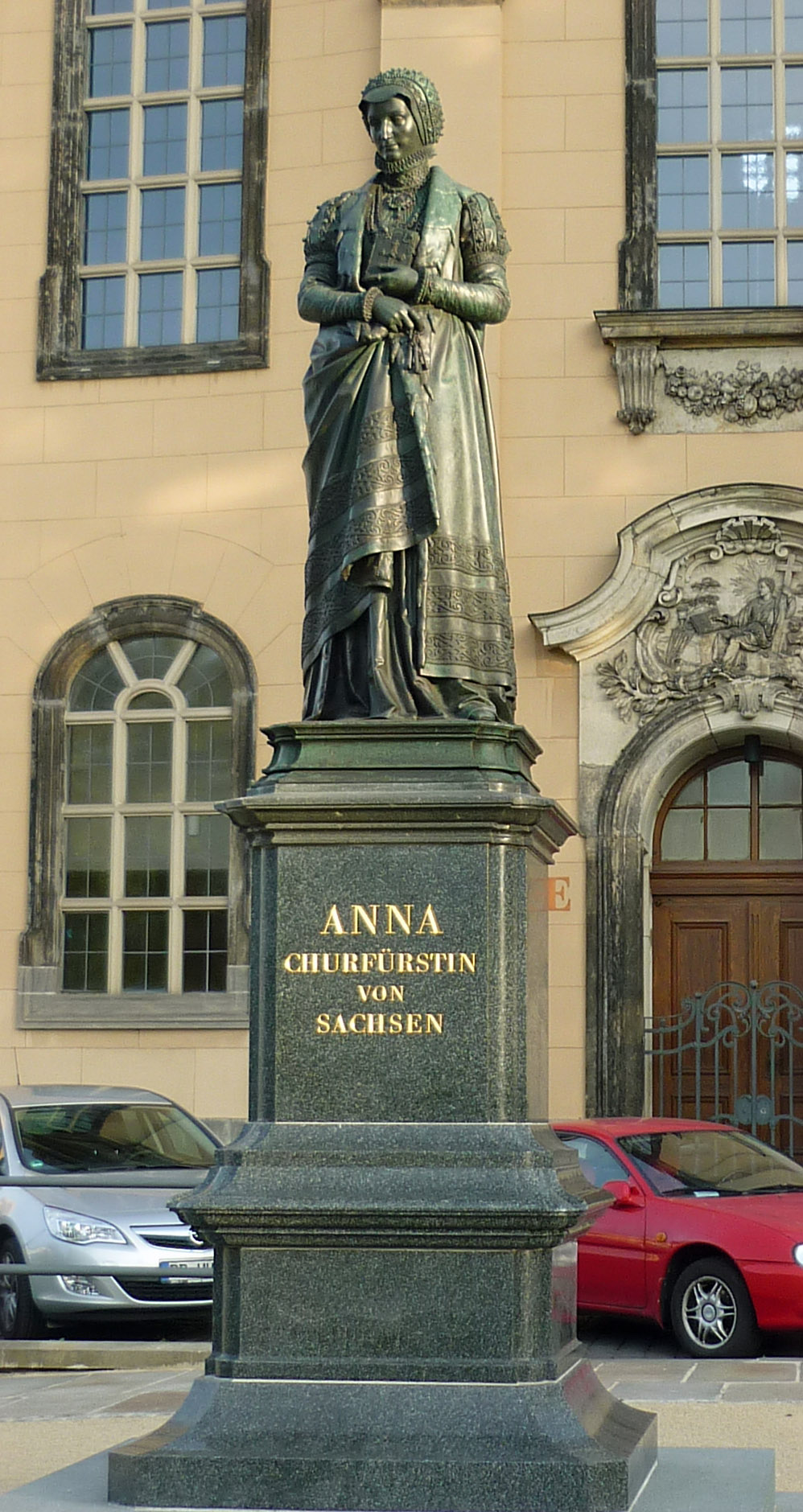
Памятник Анне в Дрездене перед новым зданием кирхи Святой Анны

Она была талантливым кулинаром, к которой за рецептами блюд и способами консервирования продуктов обращались жёны соседних правителей, а сами правители просили позволить их придворным поварам пройти обучение на кухне курфюрстины. В 1578 году Август, видя как супруга справляется с придворным хозяйством, поручил ей править всеми угодьями в их владениях. Анна ввезла в Саксонию новые породы скота и сорта плодовых деревьев, чем способствовала развитию местного сельского хозяйства. При ней в стране впервые стали выращивать тюльпаны и табак. Она поддерживала виноделие и текстильное производство; для развития последнего убедила мужа предоставить подданство двадцати тысячам ткачей, которые были протестантами, бежавшим из Нидерландов. Действия Анны значительно улучшили экономическое положение Саксонии и заслужили курфюрстине у современников репутацию опытной хозяйки.
Анну считают первой женщиной-фармацевтом в Германии. Она прекрасно разбиралась в лекарственных растениях, культивировала новые виды и собирала лекарственные рецепты, состояла в переписке с известными врачами. Курфюрстина изобрела желудочный пластырь. Открыла в 1581 году придворную аптеку в Дрездене, в то время самую большую в Германии. В числе лекарств, производившихся Анной, был знаменитый аквавит. Она основала ещё две аптеки в Аннабурге, в которых обучала девушек производству лечебных средств. Курфюрстина не только лечила больных, бесплатно раздавая лекарства неимущим, но также помогала бездомным людям и беременным женщинам; она пыталась наладить в Саксонии обучение профессиональному акушерству.
С весны 1574 года здоровье самой Анны стало ослабевать. Незадолго до смерти курфюрстина ездила на курорт Бад-Швальбах. Она скончалась 1 октября 1585 года в Дрездене во время эпидемии чумы. Из-за страха перед заразой муж не навещал её в течение семи недель, которые Анна провела перед смертью в госпитале. В отличие от сына, не было Августа и на погребении супруги. Уже в начале ноября вдовый курфюрст обручился с тринадцатилетней принцессой Агнессой Гедвигой Ангальтской, на которой женился в январе 1586 года. Однако уже в феврале того же года он умер от инсульта. После смерти курфюрстины в Аннабурге осталась, собранная ею, библиотека из книг по медицине и лютеранской теологии. Останки Анны Датской покоятся во Фрайбергском соборе.

## В культуре
Анна Датская является одной из самых популярных курфюрстин в истории Саксонии. В народе она получила прозвание «Матушки Анны». Историки XIX века видели в ней идеал буржуазной женщины — образцовой хозяйки и супруги. В честь неё за заслуги в области социального служения в современной Саксонии учредили медаль.
Известны несколько прижизненных портретов Анны Датской, на которых она изображена с правильными чертами лица, голубыми или карими глазами, густыми светлыми волосами, со статным телосложением и спокойным осмысленным взглядом. «Портрет в полный рост Анны Датской, курфюрстины Саксонии» кисти Лукаса Кранаха-младшего и датируемый временем после 1565 года хранится в собраниях Музея истории искусств в Вене. Похожее полотно кисти того же автора находится в Государственных художественных собраниях Дрездена, коллекции которого хранят не только портреты курфюрстины, например, посмертное изображение кисти Захариаса Веме, но и её личные вещи.
В 1869 году в Дрездене Анне Датской был поставлен памятник работы скульптора Роберта Хенце. Бронзовая скульптура покоилась на основании в два с половиной метра из лужицкого диорита перед зданием Анненкирхе. Во время бомбардировки Дрездена в 1945 году памятник серьёзно пострадал, но был восстановлен и поставлен на кладбище Анненфридхоф. В 2011 году отреставрированный монумент был установлен в пятидесяти метрах от прежнего места на аналогичном прежнему постаменте перед юго-западным входом в Анненкирхе на Фрайбергер-плац.